# Ignace Russ
Ignace Charles Russ (Gent, 8 maart 1905 - onbekend) was een Belgische atleet, die gespecialiseerd was in het hordelopen. Hij veroverde zes Belgische titels.

## Biografie
Russ verwierf pas in 1927 de Belgische nationaliteit. Hij had voordien Tsjecho-Slowaakse nationaliteit.
Russ behaalde tussen 1929 en 1934 zes opeenvolgende Belgische titels op de 400 m horden. In 1930 en 1932 evenaarde hij daarbij met een tijd van 57,6 s het Belgisch record van Omer Smet. Op een meeting in Parijs verbeterde hij in 1932 dit record naar 57,4 s in de reeksen en naar 56,2 s in de finale. Die prestatie leverde hem de tweede accesiet op bij de Grote Ereprijs BAB
Russ was aangesloten bij Daring Club Brussel en stapte in 1934 over naar Cercle Athlétique Schaarbeek.

## Belgische kampioenschappen
| Onderdeel    | Jaar                               |
| ------------ | ---------------------------------- |
| 400 m horden | 1929, 1930, 1931, 1932, 1933, 1934 |

## Persoonlijke records
| Onderdeel    | Prestatie | Datum        | Plaats |
| ------------ | --------- | ------------ | ------ |
| 200 m horden | 28,4 s    | 1931         |        |
| 400 m horden | 56,2 s    | 24 juli 1932 | Parijs |

## Palmares

### 200 m horden
- 1931:  BK AC
- 1932:  BK AC

### 400 m horden
- 1929:  BK AC - 59,6 s
- 1930:  BK AC - 57,6 s (NR)
- 1931:  BK AC - 57,8 s
- 1932:  BK AC - 57,6 s (NR)
- 1933:  BK AC - 58,5 s
- 1934:  BK AC - 57,1 s